# Acrapex festiva
Acrapex festiva is een vlinder van de familie van de uilen (Noctuidae). De wetenschappelijke naam van deze soort is voor het eerst voorgesteld door Antonie Johannes Theodorus Janse in een publicatie uit 1939.
De soort komt voor in Zimbabwe en Zuid-Afrika.